# Savivaldybė Stadium
El Savivaldybė Stadium (en lituano: Šiaulių miesto savivaldybės stadionas), llamado Estadio Central de Šiauliai para competiciones europeas, es un estadio multiusos utilizado principalmente para partidos de fútbol y rugby ubicado en la ciudad de Šiauliai en Lituania y que actualmente es la sede de los equipos FA Šiauliai y FC Gintra.

## Historia
El estadio fue inaugurado en 1962, tiene una pantalla de video y una tribuna con techo. También hay plazas para discapacitados. En el futuro está previsto celebrar aquí las competiciones de la selección masculina de Lituania. El estadio es de Categoría II según la clasificación de estadios de la UEFA.
El estadio acogió la final de la Copa de fútbol de Lituania 2014/2015, y también acogió partidos del Campeonato de Europa femenino juvenil de fútbol. 